# Vzpon blaženih (Bosch)
Vzpon blaženih je slika Hieronymusa Boscha, narejena med letoma 1505 in 1515.
Nahaja se v Galleria dell'Accademia v Benetkah v Italiji. Ta slika je del poliptiha štirih plošč z naslovom Vizije onostranstva. Ostale so: Zemeljski raj, Padec prekletih v pekel in Pekel.

## Opis
Najbolj zanimiv element te slike je velik predor na vrhu plošče. Pojavlja se z vidika pogleda skozi slamico in v nebeško onstran. Kot piše Stephen Hitchens, bi ga lahko opisali tudi kot »lijak dobrote in svetlobe [kot] vir raznolikosti in presenečenja, ki zajame vizionarsko in ekstatično združitev z Bogom.« Tridimenzionalni predor daje gledalcu pogled na 'belo luč' iz nebes s tremi liki, ki na koncu čakajo na blaženega. Na bližnji strani predora je en angel, ki nosi človeško dušo proti bisernim vratom. Gledalec lahko razlikuje dve figuri, ker ima ena belo haljo s krili, druga pa je gola, torej duša in angel. Oba imata roke v molitvi.
Tik pod predorom je vrsta angelov, ki blagoslovljenim človeškim dušam pomagajo k odrešenju. V spodnjih delih plošče sta dva angela na eno dušo, kar kaže na to, da nekateri ljudje potrebujejo več pomoči kot drugi. Ko se približuje vrhu plošče, je razmerje angel in duša ena proti ena. To bi lahko simboliziralo, da človeške duše, ki jih povleče zemeljska gravitacija proti predoru, postanejo lažje. Angeli imajo roke bodisi na človeškem telesu, ki ga nosijo navzgor bodisi blizu telesa, preprosto ga vodijo kam iti. Vse figure na sliki gledajo navzgor proti predoru.
Vsi liki imajo podobne poteze obraza, ker je fizični vidik ljudi in angelov bolj idealiziran in ne individualiziran. Figure naj ne bi bile videti kot določeni posamezniki. Tudi slog las je precej idealiziran; angeli imajo dolge valovite lase, duše pa kratke. Nobena človeška duša nima organov, ki bi pomagali razlikovati, ali so moški ali ženske. To je lahko oblika simbolike, ki kaže, da v nebesih ni spola. To bi lahko pomenilo, da se vse človeške duše ne razlikujejo več po spolnih organih in da so vsi enaki. Angeli imajo množico raznobarvnih oblačil in kril, kot so nežno rdeče, modre in zelene.
Slika kot celota je zelo slabo osvetljena, kar je v nasprotju z belo svetlostjo na koncu predora. Luč na koncu predora ni svetloba, ki osvetljuje dno slike, kar je najverjetneje zemeljsko področje. Skrajna tema neposredno okoli predora kaže, da nebeška svetloba nima nič skupnega s svetlobo, ki prihaja od spodaj. Območja zunaj predora so temna in siva. Svetloba dejansko postane temnejša, ko se premika navzgor, potem ko pride do tunela, nenadoma izbruhne svetloba. Po naključju je znano, da je ta slika predora zelo podobna ljudem, ki so imeli izkušnje ob smrti. V 15. stoletju je bil vhod v raj upodobljen kot lijak, ki se je pojavil v številnih miniaturah. Oblika sevalnega lijaka je sicer nekoliko podobna sodobnim zodiakalnim diagramom, toda Bosch ga spremeni v svetleč hodnik, skozi katerega se blaženi približujejo Bogu.

## Zgodovinski kontekst
Boscheve slike odražajo verske teme, ki so v 16. stoletju prevladovale na Nizozemskem v umetnosti in družbi, zlasti v katoliški religiji. Dolžnost skoraj vseh je bila, da se obnašajo in ravnajo kot dobri katoličani, da bi se lahko povzpeli v nebesa. Posledice greha so bile tako grozne, da so prestrašile zvesto pokorščino ljudi s končnimi kaznimi oslabitve v vicah in pošiljanja v pekel. Reuterswärd pravi, da omejeno število ljudi, ki so bili sprejeti v nebesa, »ponazarja izjemno specifikacijo iz razprave z naslovom Van der Vorsieningkeit Godes, ki je krožila na Nizozemskem v Boschevih časih, da sta od 30.000 duš verjetno le dve dosegli nebesa«. Ali je Bosch prebral to razpravo, ne bo nikoli znano zagotovo, vendar je znano, da je v njegovem rodnem mestu živelo veliko menihov in redovnic. Zaradi velike količine bratovščin in verskih hiš so ga celo imenovali 'pobožno mesto'.

## Razpored poliptiha
Boschevi učenjaki imajo tudi druge interpretacije pomena teh slik, zlasti Vzpon blaženih. Table se lahko berejo vodoravno in preprosto, vendar obstaja veliko sporov glede vrstnega reda tabel in njihovega namestitve v muzeju. Ko so leta 2011 visele v Benetkah, je bil vrstni red Padec prekletih v pekel, Pekel, vesolje, Zemeljski raj in Vzpon blaženih. Zemeljski raj je bil postavljen na levi, ker spominja na druge Boscheve plošče Raja, še posebej s svojo pokrajino, vodnjakom in po biblijski konvenciji. Zmedeno je tudi ali je Zemeljski raj sploh 'raj', ker so lahko tudi Vice. Druga možna ureditev je Vzpon, raj, pekel in padec, ki v Bibliji črpa navdih iz Mateja Mt 25,32–3. Ideja je tradicionalna; Bog usmeri preklete v pekel na svoji levi strani. Boschev strokovnjak Ludwig von Baldass ne omenja nobene druge možne ureditve in meni, da so »krila razdeljena na dva dela, enega nad drugim, ki na levi predstavljata figure odrešenih, ki jih angeli pospremijo v raj in na desni padec prekletih v pekel. Nekateri raziskovalci verjamejo, da so Vizije o onstranstvu krilo manjkajoče srednje table, ki bi bil verjetno Poslednja sodba.
Kritiki niso enotni pri pripisovanju teh plošč Boschu, vendar bi bilo težko njihove kompozicije pripisati komu drugemu. Obstajajo tudi ugibanja o tem, kako so ti modeli prišli na površje prek Boscha, ne glede na to ali gre preprosto za njegove misli ali sanje. V 16. stoletju so se mnogi poskušali spodbuditi k duhovnemu prebujanju, da bi se čim bolj približali Bogu. Tako bi to lahko bile nekatere vizije, ki so jih ljudje videli, ko so poskušali skočiti v nezavedno globino in skrivnost duhovnih vizij.
- Padec prekletih v pekel, 86,5 x 39,5 , 1490, Palazzo Ducale, Benetke
- Pekel, Palazzo Ducale, Benetke